# 306省道 (福建省)
306省道，又称漳延线、横三线，是中国福建省省道之一，系2001年福建省公路规划中的  漳东线漳湾疏港公路段（漳湾下塘至金涵亭坪）、 金泰线东段（金涵亭坪至古田）、 松南线（古田至凤都）、 南古线（凤都至延平）组合升级而来，起于宁德市蕉城区漳湾镇，途经古田县，终于南平市延平区城区，是宁德、南平两市的重要通道。